# Serrotibia partita
Serrotibia partita là một loài bọ cánh cứng trong họ Salpingidae. Loài này được Olliff miêu tả khoa học năm 1883.